# 錫夸尼
錫夸尼（西班牙語：Sicuani），是秘魯的城鎮，位於該國南部庫斯科大區，是坎奇斯省的首府，海拔高度3,550米，2007年人口42,551，居民主要使用奇楚瓦語和西班牙語。